# Luis Antonio Sánchez Armijos
Luis Antonio Sánchez Armijos SDB (ur. 27 lipca 1943 w Olmedo) – ekwadorski duchowny rzymskokatolicki, w latach 2010-2012 biskup Machala.

## Życiorys
Święcenia kapłańskie przyjął 31 stycznia 1975 w zgromadzeniu salezjanów. 
Doktoryzował się z teologii dogmatycznej na Papieskim Uniwersytecie Salezjańskim w Rzymie. Pełnił funkcje m.in. opiekuna nowicjuszy ekwadorskich w międzynarodowym nowicjacie w Rionegro-Antioquía, a także inspektorem ekwadorskiej prowincji zgromadzenia.
15 czerwca 2002 został mianowany biskupem Tulcán. Sakrę biskupią otrzymał 27 lipca 2002.
22 lutego 2010 objął rządy w diecezji Machala. 
22 października 2012 z powodów zdrowotnych zrezygnował z urzędu.